# 空虛島
空虛島（英語：Null Island）為赤道與本初子午線交會處的周邊區域名稱，位於西部非洲海岸以外的幾內亞灣（大西洋）。在WGS84系統中，此區表示為經度0度與緯度0度（0°N 0°E / 0°N 0°E），當中設有氣象浮標。「空虛島」的名稱除了作為一種幻想中虛構島嶼的戲謔說法外，也作為地名系統資料庫中坐标值「0,0」的地名，以利於发现和修復坐标设置錯誤。此區的最近陸上區域為迦納阿奎達與迪克斯多夫之間的4°45′30″N 1°58′33″W / 4.75833°N 1.97583°W。

## Natural Earth
在電腦與地名資料庫當中，空虛島的座標名稱於约2010年至2011年間被加入了公有領域地圖資料集Natural Earth中，此後該名稱被廣泛使用（儘管有證據顯示此前該名稱有被使用過）。由此，這座「島嶼」開始被賦予虛構的地理特徵（基於電子遊戲《迷霧之島》的設定）、歷史與旗幟。Natural Earth描述這座島嶼為「1平方米島嶼」以及「比例尺等級100，表示該地應當不得在地圖中顯示」。「空虚」（Null）得名于其为0的经纬度坐标，在數學當中空值可以指0。

## 「靈魂」浮標
此區中唯一真實存在的非海洋特色景點為一座漂浮的氣象與海洋偵測浮標。該浮標（"Station 13010 - Soul"，第13010號工作站「靈魂」）為大西洋預報與研究錨定浮標陣列系統的一部分，由美國、法國與巴西共同運作。此處的水深約有4,940（16,210英尺）。